# 吉本作次
吉本 作次（よしもと さくじ、1959年10月23日 - ）は、岐阜県岐阜市出身の画家・アーティスト。大学卒業後すぐにその才能を評価され、1980年代、作家の最前線で活躍。80年代は新表現主義ブームの影響を受けた巨大絵画で活動を続けていたが、90年代に一度製作活動を中断。その後は作風を変えつつ、制作発表を続けている。

## 経歴
1984年に名古屋芸術大学美術学部絵画科洋画専攻を卒業。大学時代、1983年に三重県立美術館県民ギャラリーで行われた「五つの発熱’83」で作家活動を開始。東京、名古屋、大阪、ニューヨーク等で個展・グループ展に広く出展する。
また、名古屋市芸術奨励賞を1997年に受賞。1999年にはるひ町美術賞展奨励賞を受賞。2005年に名古屋芸術大学美術学部絵画科洋画コース教授に就任。

## 主な展覧会
- 1983年グループ展 「五つの発熱'83」
- 1984年個展 セキ・ギャラリー（名古屋）
- 1985年個展 アキライケダギャラリー（名古屋）
- 1985年グループ展 「五つの発熱'85 in横浜」神奈川県民ホールギャラリー（横浜）
- 1986年グループ展 「アート・イン・フロント’86」スパイラルガーデン（東京）
- 1986年グループ展 「第6回ハラ・アニュアル」原美術館（東京）
- 1987年グループ展 「絵画1977-1987」国立国際美術館（大阪）
- 1988年個展 アキライケダギャラリー（名古屋）
- 1989年個展 Judson Art Warehouse Viewing Gallery（ニューヨーク）
- 1989年グループ展 「第19回現代日本美術展『祝福された絵画』」東京都美術館（東京）
- 1995年個展 コオジオグラギャラリー（名古屋）
- 1996年グループ展 「VOCA展'96」上野の森美術館（東京）
- 1996年グループ展 「子どもの情景－かわいいbutとらえがたき」三重県立美術館（津）
- 1996年グループ展 「topica.日本の現代美術が1100年のハンガリーに挨拶する」エステルゴム王宮美術館（ハンガリー）
- 1997年グループ展 「眼差しのゆくえ－現代美術のポジション1997」名古屋市美術館（名古屋）
- 2000年個展 ギャラリーOH＋織部亭（一宮）
- 2000年個展 コオジオグラギャラリー（名古屋）
- 2001年個展 コオジオグラギャラリー（名古屋）
- 2002年個展 ギャラリーセラー（名古屋）
- 2004年個展 ギャラリーセラー（名古屋）
- 2005年個展 三重県立美術館県民ギャラリー（津）
- 2006年グループ展 「next station　次の美術駅へ」名古屋市民ギャラリー矢田（名古屋）
- 2007年グループ展 「City-Net Asia,Seoul Museum of Art」（韓国）
- 2008年個展 ケンジタキギャラリー（名古屋）
- 2008年グループ展 「Masked Portrait,Marianne Boersky Gallery」（ニューヨーク）
- 2009年個展 ケンジタキギャラリー（東京）
- 2009年グループ展 「クロスアート2」岐阜県美術館（岐阜）
- 2010年個展 ケンジタキギャラリー（東京）
- 2010年グループ展 「あいちアートの森　堀川プロジェクト」（名古屋）
- 2011年グループ展 「桃源万歳!東アジア理想郷の系譜」岡崎美術館（岡崎）
- 2011年個展 ケンジタキギャラリー（名古屋）
- 2012年グループ展 「魔術/美術 幻視の技術と内なる境界」愛知県美術館（名古屋）
- 2012年個展 ケンジタキギャラリー（東京）
- 2014年個展 ケンジタキギャラリー（名古屋）